# Pčoliné, Snina
Pčoliné este o comună slovacă, aflată în districtul Snina din regiunea Prešov. Localitatea se află la altitudinea de 290 m deasupra n.m., se întinde pe o suprafață de 33,44 km2 și în 2017 număra 560 de locuitori. Se învecinează cu Čukalovce, Parihuzovce, Stakčín, Jalová, Snina, Pichne, Snina și Nechválova Polianka.

## Istoric
Localitatea Pčoliné este atestată documentar din 1557.

## Demografie
| An:                | 1994 | 2004    | 2014   | 2024   |
| ------------------ | ---- | ------- | ------ | ------ |
| Număr de persoane: | 656  | 589     | 577    | 542    |
| Diferență:         |      | −10,21% | −2,03% | −6,06% |

| An:                | 2023 | 2024   |
| ------------------ | ---- | ------ |
| Număr de persoane: | 540  | 542    |
| Diferență:         |      | +0,37% |